# Nogent-lès-Montbard
Nogent-lès-Montbard – miejscowość i gmina we Francji, w regionie Burgundia-Franche-Comté, w departamencie Côte-d’Or.
Według danych na rok 1990 gminę zamieszkiwało 175 osób, a gęstość zaludnienia wynosiła 27 osób/km² (wśród 2044 gmin Burgundii Nogent-lès-Montbard plasuje się na 736. miejscu pod względem liczby ludności, natomiast pod względem powierzchni na miejscu 1146.).